# 小齿黄耆
小齿黄耆（学名：Astragalus minutidentatus）是豆科黄芪属的植物，是中国的特有植物。分布在中国大陆的西藏等地，生长于海拔2,850米的地区，常生于河床沙地，目前尚未由人工引种栽培。